# Rieucazé
Rieucazé település Franciaországban, Haute-Garonne megyében. Lakosainak száma 55 fő (2022. január 1.). Rieucazé Encausse-les-Thermes, Lespiteau, Miramont-de-Comminges és Pointis-Inard községekkel határos.

## Népesség
A település népessége az elmúlt években az alábbi módon változott:
| Lakosok száma | 47   | 50   | 48   | 44   | 49   | 51   | 54   | 56   | 58   | 55   |
|               | 1968 | 1982 | 1990 | 2006 | 2013 | 2015 | 2017 | 2019 | 2020 | 2022 |